# Український легіон самооборони
Український легіон самооборони, або Волинський легіон/ курінь, 31-й батальйон СД, Рейдуючий відділ (загін), батальйон «Волинь») — військове формування у складі збройних сил Третього рейху у роки Другої світової війни, створене у вересні 1943 р. на основі загонів мельниківців на Волині, командування яких в результаті конфронтації з ОУН (б) вирішило досягнути угоди з німцями для, як стверджувалось, захисту українського населення від збройних нападів польських та радянських партизан.

## Історія
Походить Волинський курінь від одного з бойових загонів мельниківців (150 чол.) з Волині, який не бажав підпорядковуватися ОУН(б), і не дав себе роззброїти. Керівництво загону звернулось із заявою до населення Волині та Краєвого проводу ОУН(б), у якій закликали продумано ставитися до розпоряджень Революційного проводу ОУН(б), щоб не нашкодити справі національно-визвольної боротьби та не провокувати німців на репресії в краї.
Метою цього формування був захист українського населення від німців, а також від польських та радянських партизанів.  Головним осередком відділу Миколи Недзведського стала Антоновецька партизанська база на Крем'янеччині, закладена на початку 1943 року.
За даними спогадів курінного УПА Максима Скорупського («Макса»), протягом чотирьох місяців свого існування відділ М. Недзведського звів 12 боїв і збройних сутичок, з яких 10 — з німцями, 1 (1.05.1943 під Кутами) — з польською поліцією і 1 (4-5.06.1943) — з радянськими партизанами С. Ковпака. В результаті цих боїв ворог втратив декілька сотень своїх вояків.
Зрештою, у 1943 р. бандерівцям таки вдалося роззброїти і підпорядкувати частину згаданого мельниківського підрозділу, а інша частина пішла на співпрацю з німцями, сформувавши легіон.
Історія формування легіону розпочалась із затримання підрозділом польської допоміжної поліції зв'язкового на псевдо «Окунь». З огляду на значну кількість агітаційний та пропагандистських матеріалів ОУН-М, виявлених у затриманого, поляки передали «Окуня» до Луцького гестапо.  Про цей випадок досить швидко дізнався один з очільників мельниківців у Луцькому повіті Михайло Солтис («Черкас»), котрий відразу ж підкинув в гестапо листа з погрозою всебічного і всеохопного терору проти представників німецької влади та Вермахту. На диво відповідь на той своєрідний ультиматум приніс сам «Окунь», котрий також повідомив, що німці, а точніше Луцьке СД пропонує перемовини. 
Повітова нарада, яку скликало керівництво мельниківської сотні, ухвалила рішення про можливість таких переговорів і призначило керівником української делегації «Черкаса». У вересні 1943 року на одному з приміських кладовищ Луцька відбулась зустріч мельниківців і німців.
Наступна зустріч відбулася за тиждень. Українська сторона погодилась на співпрацю локального характеру, але висунула ряд умов:
1. Організація сильного військового відділу.
2. Відділ буде діяти на території Волині як партизанський.
3. Завданнями відділу будуть лише боротьба з радянськими партизанами та оборона українського населення перед польськими озброєними формуваннями.
4. Німецьке командування забезпечує повністю усі потреби відділу в амуніції, обмундируванні і зброї.
5. Командування відділом здійснюють виключно українці, німецьке командування не втручається у внутрішнє життя відділу.
6. Відділ не буде воювати з німцями, якщо і ті не проводитимуть жодних ексцесів щодо українського населення регіону та не здійснюватимуть арештів.
7. Німецьке командування звільнить усіх політичних в'язнів-українців з волинських в'язниць.

Через декілька днів відбулась третя зустріч, на якій німці пристали на пропозиції української сторони.
Основну масу бійців легіону становили члени ОУН(м), а також прихильники Т. Бульби-Боровця та Фронту української революції. В УЛС влилося чимало колишніх політичних в'язнів, випущених із німецьких тюрем згідно з домовленістю між мельниківцями та шефом поліції Волині й Поділля д-ром Піцом.
Командирами Українського легіону самооборони були колишні полковники Армії Української Народної Республіки В. Герасименко (1892—1975, прізвище «Тур») та П. Дяченко («Квітка»). Останній був відомий як командир легендарного 5-го кінного полку «Чорних  Запорожців», що відзначився під час Першого зимового походу Армії УНР у 1919-20 рр. Військовий штаб очолював поручник М. Солтис («Черкас»).
Організаційно легіон складався з трьох бойових і однієї господарської сотні (командири — сотники «Нечай», Михайло Каркоць, Ю. Макух та О. Гуня). Загальна кількість бійців — близько 500 осіб, за іншими даними, — понад 1000. Частина була озброєна гвинтівками, 20 ручними і 2 станковими кулеметами та 2 протитанковими гарматами. Формально УЛС вважався моторизованим підрозділом, проте на озброєнні замість автомобілів мав тільки селянські вози. При легіоні було створено спочатку підстаршинську, а з літа 1944 р. — старшинську школи. Легіон навіть видавав свій часопис «Український легіонер».
Легіон діяв на Волині, згодом — на Холмщині та Західній Галичині (Грубешів, Новий Сонч, Криниця, Бохня, Тарговіце, Клай).
Конфронтація мельниківського легіону з бандерівською УПА тривала й надалі. Так, на початку квітня 1944 р. УЛС вступив у бій з загоном УПА в с. Лудині Володимирського повіту. В результаті бою двоє упівців загинуло, а ще одного було важко поранено.
У першій половині травня після проведення розвідки легіон залишив Морочин і Дияконів, перейшов Буг і швидким маршем вийшов у район Бубнів, Бискупичі Шляхецькі (нині с. Соснина Іваничівського району Волинської області), Іваничі. Передислокація легіону виконала сама — собою ще одне завдання німців — активність загонів УПА в цьому районі різко знизилась. Більше того, у липні 1944 року до командування легіону з проханням зарахувати до його лав звернувся численний відділ УПА, правда з вимогою залишити єдиною бойовою одиницею. На відповідь командування УЛС, що відділ буде розпорошений між іншими підрозділами Легіону, бандерівці на такі умови не пристали, щоправда кілька рядових бійців добровільно вступили до УЛС. 16 липня у Бискупичах  відбувся перший випуск Підстаршинської школи УЛС з урочистим молебнем і парадом.
З наступом радянських військ в липні 1944 року УЛС перейшов на польську територію. Німці намагалися використати особовий склад легіону у боротьбі з польськими партизанами, що викликало невдоволення у частини керівників та вояків батальйону. Восени 1944 року начальника штабу частини М. Солтиса було заарештовано німцями і, ймовірно, страчено.
Приводом до таких дій німців були закиди про спроби порозумітися з АК і УПА, які, напевно, справді були. За час переговорів про подальшу долю легіону, з його лав дезертирувала одна з чот до УПА. Деякі представники УЛС вели також таємні переговори з командиром мельниківського повстанського загону ім. Павла Полуботка Іваном Кедюличем («Чубчиком») з метою перевести легіон до України для розбудови нових повстанських відділів мельниківців у Карпатах.
Деякі дослідники переконують, що легіон під командуванням П. Дяченка на території Польщі взяв участь у придушенні Варшавського повстання 1944 року. З іншого боку, є відомості, що УЛС прибув до Варшави у період, коли повстання вже було задушене.
З березня 1944 року Український легіон самооборони входить до оперативного підпорядкування німецької Служби безпеки (СД) як 31-й охоронний батальйон СД («31 Schutzmannschafts Btl. d. SD»). Представниками німецького командування при батальйоні були капітан О. Асмус, а після його загибелі влітку 1944 року на території Польщі — майор В. Бігельмаєр.
У жовтні 1944 року батальйон було переведено в Моравію. А в січні він увійшов до складу Українського Визвольного Війська.
Після короткого перебування в Австрії на зламі 1944—1945 років, у лютому УЛС перевезено залізничним транспортом на станцію Прагеско (біля Марібору) до Словенії, де він розташувався в селах Шпільфельд, Обершварц і Унтершварц. Німецьке командування планувало використати легіонерів у боротьбі з югославськими партизанами Й.Тіто, організаційно включивши його до складу дивізії «Галичина».
11 березня 1945 року частина вояків легіону під проводом хорунжих Р. Кивелюка («Ворона») та «Коваля» вирішили самочинно перейти на бік партизанських формувань четників генерала М. Михайловича, щоб пізніше з їх підтримкою повернутися в Україну. Але німцям за допомогою дивізійного сотника Л. Макарушки вдалося повернути втікачів. Проте сотник Р. Кивелюк за звинуваченням у заколоті був розстріляний. 
За рішенням німецького командування батальйон було розформовано і приєднано до дивізії «Галичина». Вояки колишнього Українського легіону самооборони в квітні 1945 року присягнули на вірність Україні і в складі різних частин Української Національної Армії воювали проти наступаючих радянських військ, за що чимало з них було нагороджено медалями. Саме в цих останніх боях УНА загинув колишній перший командир Волинського легіону М. Недзведський. Інший командир батальйону — полковник П. Дяченко був призначений командиром І Української Дивізії Української Національної Армії.   
Після капітуляції Німеччини в травні 1945 року вояки УНА були інтерновані союзниками.   